# بارك جو-هيون (ممثلة)
بارك جو-هيون (هانغل: 박주현)؛ هي ممثلة كورية جنوبية ولدت في 5 أكتوبر 1994. لعبت دور البطولة في العديد من الاعمال التلفزيونية مثل: قطعة من عقلك (2020)، محقق الزومبي 2020)، الماوس (2021)، أحب كل اللعب (2022). الزواج المحظور (2022)، عائلة مثالية (2024)، صياد بمشرط (2025).

## روابط خارجية
- بارك جو-هيون على موقع IMDb (الإنجليزية)
- بارك جو-هيون على موقع قاعدة بيانات الفيلم (الإنجليزية)
- بارك جو-هيون على موقع كينوبويسك (الروسية)